# ギオンコーナー
ギオンコーナー（Gion Corner）は、京都市東山区の弥栄会館1階にかつてあった劇場及び、そこで上演されている日本伝統文化入門公演の名称である。
2023年からは祇園甲部歌舞練場・小劇場にて上演されている。
京舞、茶道、華道、箏曲、雅楽、狂言、文楽もしくは能（時期により入れ替え）の鑑賞を楽しむことができる。

## 概要
1962年、夜の観光施設として弥栄会館内に開設。
開設当初はキョウトビジターズクラブが運営していたが、2003年4月から公益財団法人京都伝統伎芸振興財団（通称「おおきに財団」）が運営を行っている。
2020年、新型コロナウイルス感染症の世界的流行 (2019年-)により休演、また祇園甲部歌舞練場の耐震改修工事にあわせてギオンコーナーを含む弥栄会館が一部解体されたため、2023年3月まで休演が続いた。
2023年3月、祇園甲部歌舞練場の再開場に合わせてギオンコーナー公演も再開した。
約1時間で茶道、華道、箏曲、雅楽、狂言、京舞、文楽もしくは能の7つの日本の伝統文化や伝統芸能を鑑賞することが出来るため、国内外の観光客に人気の観光スポットとなっている。
現在の公演時間は毎日18時と19時の1日2回公演であり、以前は写真撮影が許可されていた。
2023年、会場を祇園甲部歌舞練場の小劇場に移してからは撮影禁止となっている。
休館日は7月16日と8月16日、12月29日から1月3日、12月から3月2週までの月曜日から木曜日（但し、祝日は公演有り）。12月から3月第2週目までの公演期間は、文楽が休演のため、舞妓と一緒に記念撮影が行える。
京都伝統伎芸振興財団（おおきに財団）友の会に入会すると、無料で入館できる。

## コンテンツ情報
- ホームページ
  - 2013年4月にホームページを11か国語（日本語、英語、フランス語、スペイン語、ドイツ語、イタリア語、ポルトガル語、ロシア語、繁体字、簡体字、韓国語）で制作し[7]、2017年3月にはタイ語を追加した[8]。
- リニューアルオープン
  - 2016年12月から2017年2月までリニューアル工事を実施し、3月にリニューアルオープンした[8]。客席の増加や会場照明の変更、檜舞台への変更などを行うとともに、無料Wi-Fiの設置している[8]。
- オリジナルアプリ
  - リニューアルオープンに伴い、オリジナルアプリを制作。12か国語に対応している[9][8]。
- 舞妓ギャラリー
  - 2005年にギオンコーナーのエントランス部分に「舞妓ギャラリー」を開設。開設当初は、五花街全ての芸妓や舞妓の顔写真の掲載や舞妓の12か月分の簪の展示、五花街の紹介を行っていた[10]。2017年3月にギオンコーナーのリニューアル工事と同時に舞妓ギャラリーも一新し、舞妓の帯やおこぼ（履物）などを展示し、ギオンコーナーのオリジナルアプリを通じて12か国語で発信している[8]。
- ミニギャラリー
  - 「舞妓ギャラリー」に併設して、2018年3月にミニギャラリーを開設。「食文化～京都の食と暮らし～」をテーマに、京都の伝統工芸品の展示を行っている[11][12]。

## 対応言語
入場者に12カ国語（日本語、英語、フランス語、スペイン語、ドイツ語、イタリア語、ポルトガル語、ロシア語、繁体字、簡体字、韓国語、タイ語）のプログラムが用意されている。

## 入場者数の推移
- 1998年：33,916人[13]
- 1999年：40,399人[13]
- 2000年：41,458人[13]
- 2001年：36,692人[13]
- 2002年：36,634人[13]
- 2003年：33,843人[13]
- 2004年：36,040人[13]
- 2005年：45,412人[13]
- 2006年：55,354人[13]
- 2007年：56,974人[13]
- 2008年：56,044人[13]
- 2009年：45,189人[13]
- 2010年：46,828人[13]
- 2011年：32,844人[13]
- 2012年：45,119人[14]
- 2013年：53,217人[14]
- 2014年：64,221人[7]
- 2015年：81,241人[15]
- 2016年：79,277人[8]
- 2017年：83,046人[12]

## 所在地
〒605-0074 京都市東山区祇園町南側570-2 弥栄会館内

### 最寄り駅
- 京阪祇園四条駅下車徒歩8分[16]
- 阪急京都河原町駅下車徒歩10分
- 京都市営バス206下車徒歩5分